# Добринка (Суровікінський район)
Добринка (рос. Добринка) — хутір у Суровікінському районі Волгоградської області Російської Федерації.
Населення становить 754 особи. Входить до складу муніципального утворення Добринське сільське поселення.

## Історія
Хутір розташований у межах українського історичного та культурного регіону Жовтий Клин.
Згідно із законом від 21 грудня 2004 року № 971-ОД органом місцевого самоврядування є Добринське сільське поселення.

## Населення
| 1859 | 1873 | 1897 | 1915  | 2010 |
| ---- | ---- | ---- | ----- | ---- |
| 843  | ↘786 | ↗943 | ↗1493 | ↘754 |